# Doutrina da dupla verdade
A doutrina da dupla verdade afirma que uma verdade apresentada teologicamente pode não ser uma verdade filosófica, e vice-versa. Segundo seus defensores, determinadas verdades estabelecidas pela fé podem ter a sua negação pela ciência histórica e ainda assim ser compatível com a fé; ou seja, poderia ser verdadeiro o contrário daquilo que teologicamente é admitido como verdade de fé, bem como poderia ser verdadeiro o contrário daquilo que filosoficamente é admitido como verdade.

## Origem
A doutrina tem origem no averroísmo latino, ou aristotelismo heterodoxo, que foi o primeiro a defender a dupla verdade. O averroísmo latino inspirava-se, entre outros, no pensamento aristotélico da "doutrina da eternidade da matéria (com a decorrente possível negação ou, pelo menos, reconhecimento da impossibilidade de demonstração, da tese da criação a partir do nada)". Daí defenderem a tese da dupla verdade, para tentar conciliar a doutrina cristã com Aristóteles.

## Tomás de Aquino
No auge da Idade Média, no séc. XIII, Tomás de Aquino refutou a tese da dupla verdade. Diz o Aquinate que não há contradição entre filosofia e teologia. Para ele, a verdade atingida pelo teólogo é a mesma atingida pelo filósofo, apenas os métodos são diferentes: o primeiro procede pela revelação e o segundo, pela razão.